# Bogád
Bogád è un comune dell'Ungheria di 1.076 abitanti (dati 2008) situato nella contea di Baranya, nella regione Transdanubio Meridionale.